# Aleš Vodseďálek
Aleš Vodseďálek (* 5. März 1985 in Jilemnice) ist ein ehemaliger tschechischer Nordischer Kombinierer.

## Werdegang
Vodseďálek gab sein internationales Debüt 2002 bei FIS-Rennen. Ab März 2003 startete er im B-Weltcup der Nordischen Kombination. Bei der Junioren-Weltmeisterschaft 2003 in Sollefteå musste er sich in den Einzelwettbewerben mit hinteren Plätzen zufriedengeben. Im Teamwettbewerb erreichte er mit der Mannschaft den 10. Platz. Ein Jahr später in Stryn konnte er seine Leistungen steigern, verpasste aber erneut den Durchbruch. Bei der Junioren-Weltmeisterschaft 2005 im finnischen Rovaniemi gewann er mit der Mannschaft die Bronzemedaille im Teamwettbewerb. Am 21. Januar 2006 gab er sein Debüt im Weltcup der Nordischen Kombination. Bei den Olympischen Winterspielen 2006 in Turin erreichte er gemeinsam mit Ladislav Rygl, Tomáš Slavík und Pavel Churavý im Teamwettbewerb den 8. Platz. Im Sprint erreichte Vodseďálek Platz 47. Nach den Spielen startete er bis März 2008 weiter parallel im B-Weltcup. Trotzdem erreichte er im Weltcup mit dem 55. Platz in der Gesamtwertung der Saison 2007/08 seine bislang beste Platzierung. Ab Januar 2009 startete er mit dem B-Kader im Continentalcup. Bei den Olympischen Winterspielen 2010 in Vancouver erreichte er im Einzel von der Normalschanze den 44. Platz, von der Großschanze den 34. Platz. Mit dem Team erreichte er den achten Platz.

## Statistik

### Platzierungen bei Olympischen Winterspielen
| Jahr und Ort   | Wettbewerb   | Wettbewerb | Wettbewerb   | Wettbewerb |
| Jahr und Ort   | Gundersen NS | Sprint     | Gundersen GS | Team       |
| -------------- | ------------ | ---------- | ------------ | ---------- |
| 2006 Turin     | –            | 47.        | –            | 08.        |
| 2010 Vancouver | 44.          | –          | 34.          | 08.        |

### Weltcup-Platzierungen
| Saison  | Platz | Punkte |
| ------- | ----- | ------ |
| 2005/06 | 63.   | 007    |
| 2007/08 | 55.   | 035    |
| 2008/09 | 65.   | 008    |
| 2011/12 | 52.   | 013    |

### Grand-Prix-Platzierungen
| Saison | Platz | Punkte |
| ------ | ----- | ------ |
| 2007   | 28.   | 010    |
| 2008   | 38.   | 007    |
| 2009   | 23.   | 038    |
| 2012   | 37.   | 035    |